# 奥山真司 (経営者)
奥山 真司（おくやま しんじ、1965年（昭和40年）12月27日 - ）は、日本の経営者。グーグル合同会社代表者、プロクター・アンド・ギャンブル・ジャパン元代表取締役社長。

## 人物
1989年にP&Gファーイーストインク（現在のP&Gジャパン）に入社し、マーケティング関連のキャリアを歩み、2012年にP&Gジャパンの代表取締役社長に就任した 。

## 略歴
- 1989年 - 早稲田大学教育学部卒
- 1989年 - P&Gファー･イースト･インク（現P&Gジャパン）入社
- 1996年 - 同 マーケティングマネージャー（アリエール/チアー/ギフト担当）
- 1998年 - 同 マーケティングディレクター（台所洗剤/柔軟剤担当）
- 2002年 - 同 ジェネラルマネージャー（ノースイーストアジア フェミニンケア担当）
- 2005年 - 同 ヴァイスプレジデント（ノースイーストアジア　フェミニンケア/オーラルケア担当）
- 2006年 - 同 ヴァイスプレジデント（ノースイーストアジア　ジレット担当）
- 2007年 - 同 ヴァイスプレジデント兼ジェネラルマネージャー（韓国担当）
- 2012年 - 同 代表取締役社長
- 2015年 - 同 スペシャルアサイメント
- 2016年 - 同社退社
- 2016年 - 江崎グリコ常務執行役員マーケティング本部長
- 2021年 - Google日本法人（グーグル合同会社）代表[2]